# Будапештський транспортний центр
Budapesti Közlekedési Központ (BKK, «Будапештський Транспортний Центр») — угорська компанія, створена муніципальною владою у 2011 році для керування громадським транспортом Будапешта. Реалізує низку реформ у сфері міського транспорту, спрямованих на його рівну доступність для мешканців.

## Історія
Наприкінці 1960-х років в транспортній системі угорської столиці відбулася велика структурна зміна — була створена компанія «Budapesti Közlekedési Zrt.»
А 27 березня 2010 року у Будапешті з'явилася компанія «Budapesti Közlekedési Központ», головним виконавчим директором якої, за рішенням муніципального зборів, був призначений Vitézy Dávid.
Період з 1990 по 1911 роки  продемонстрував недоліки наявної системи управління транспортом: стало ясно, що — незважаючи на «демократичне ринкове середовище» і контроль з боку муніципального уряду угорської столиці — мав місце ряд серйозних проблем, помітно обтяжуючих повсякденне життя містян. У багатьох випадках це було пов'язано з відсутністю фінансовання, а також — через відсутність координації і єдиного керівництва (хоча самі окремі експерти з транспорту часто керувалися «найкращими намірами»). Ці проблеми і була покликана вирішити «BKK».
26 листопада 2014 року муніципальна асамблея міста прийняла пропозицію про нову структуру холдингу і його раду директорів, а вже 3 грудня Vitézy Dávid покинув свій пост, і на його місце був обраний Dabóczi Kálmán.

## Види діяльності
Обов'язками «BKK» є: організація послуг громадського транспорту, створення транспортної мережі та відповідного розкладу руху, відкрите (публічне) укладення договорів про надання громадських послуг з постачальниками у конкурентному режимі, розробка і формулювання пропозицій щодо системи тарифів, контроль за придбанням транспортних квитків, управління рухом громадського транспорту міста, а також контроль «аварійного трафіку».

## Статус
Громадський транспорт Будапешата не здатний бути самоокупним: продаж квитків і проїзних не є достатнім для покриття операційних витрат настільки широкої системи, яка витрачає щорічно близько 48 мільйонів євро. Це, по суті, означає, що громадський транспорт є державною послугою. При цьому найбільш значними з додаткових доходів "BKK! є: доходи від продажу рекламних поверхонь і орендні платежі за використання нерухомого майна (комерційних приміщень як наземних, так і в розташованих в метро), а також — доходи пов'язані з паркуванням і збори за дозволи на перевезення вантажів.

## Закон про рівні можливості
Відповідна глава закону про рівність зобов'язує «BKK» також забезпечити «необхідну ступінь трансформації транспортної системи», здатну реалізувати рівні можливості доступу до громадського транспорту для мешканців міста. За даними на 2008 рік у Будапешті діяли понад 200 рейсів, частково або повністю, відповідні до поняття «безбар'єрний транспорт»: зокрема, автобуси з низькою підлогою.
До 2017 року більшість автобусних і тролейбусних ліній хоча б частково є низкопольными. Ведеться робота по відповідній модифікації трамвайної мережі міста та метрополітену. Спеціальні автобуси, що діють у режимі «таксі», доставляють віруючих городян на службу в церкві — проект створений спільно з Національною федерацією інвалідних асоціацій країни. При цьому ціна на такі поїздки для осіб з обмеженими фізичними можливостями знижена: тим самим Budapesti Közlekedési Központ усунула раніше діяло «дискримінаційну» систему, в якій люди з обмеженою мобільністю платили більше.

### Надання допомоги слабозрячим
«BKK» намагається зробити простіше переміщення по місту для слабозрячих: на транспорті встановлюються спеціальні покриття підлоги, що допомагають орієнтуватися, а також —  інформація про рейси передається в аудіо режимі.
Лінія метро M2 після ремонту 2005—2007 років стала прикладом подібних змін: щоб допомогти сліпим і слабозрячим кожна станція на лінії оснащена спеціальними «рельєфними» інформаційними щитами з розкладом, який набраний шрифтом Брайля, а на самих перонах присутні «направляючі доріжки», що допомагають дістатися від платформи до ескалаторів.

## Організація
За словами мера Іштвана Тарлоса акціонерний капітал компанії мав скласти 50 мільйонів форинтів, поділений на 50 звичайних акцій, номінальною вартістю в 1 млн форинтів. Компанією керує її правління з 5 чоловік, а також ряд контролюючих осіб.

## Критика
Висловлювалася думка, що через щільний графік руху у водіїв залишається недостатнього часу на відпочинок. А через посилення контролю за безквитковим проїздом — проходом через передні двері — водії отримали ще й додаткове навантаження.